# Еурелио Гомеш
Еурелио да Силва Гомеш е бивш бразилски вратар.
Еурелио Гомеш започва футболната си кариера в отбора на Крузейро, където изиграва 59 мача в периода от 2001 до 2004 г. През 2004 г. е продаден на нидерландския отбор ПСВ. Дебютният му мач за състава на ПСВ е на 11 август същата година. Именно по време на престоя си в ПСВ Гомеш се утвърждава като класен вратар.
На 27 юни 2008 г. преминава в английския отбор Тотнъм Хотспър, на който бе играч до 2014 година. Трансферната сума е близо £7,8 милиона.
Еурелио Гомеш също така е включен и в състава на националния отбор на страната си. Дебютният му мач за Селесао е през 2003 г.